# Sportpark Höhenberg
El Sportpark Höhenberg es un estadio de fútbol ubicado en Merheimer Heide en la orilla derecha de Colonia, en el distrito Höhenberg. El estadio es la casa del club de fútbol FC Viktoria Colonia y el equipo de fútbol americano de los Cocodrilos de Colonia. Actualmente, el recinto deportivo ofrece 10 001 asientos.

## Historia
La primera instalación deportiva se abrió en agosto de 1921. Construido por el VfR Cologne 04, el VfR Stadium fue diseñado como un estadio de fútbol puro y atrajo a 30 000 espectadores. Como parte de la extensión del campo, el estadio se transformó en 1929-1931 en un estadio de atletismo con una pista de 100 metros en un lado y redujo la capacidad a 18 000 lugares. La reapertura como Sportpark Höhenberg tuvo lugar el 20 de septiembre de 1931 frente a 8000 espectadores con un partido amistoso entre VfR y Schalke 04. Hubo una tribuna de asientos por primera vez en 1969, cuando se instaló una tribuna de acero tubular cubierta para unos 1200 espectadores. Poco después, la tribuna, que, como el resto del estadio había consistido solo gradas de césped, también fue fijada con puntales. La capacidad se redujo a 12 000.
Desde finales de la década de 1980, se construyó una nueva tribuna con asiento para 3000 espectadores y se colocó en la parte posterior recta. Para dejar espacio a la nueva tribuna, se eliminó la pista y el campo se movió en dirección a la recta de atrás. Desde entonces es nuevamente, como en la inauguración en 1921, un estadio de fútbol puro con ahora 15 000 asientos. Las curvas aún sin pavimentar actualmente no se utilizan.
El complejo deportivo tiene un campo de césped artificial y una cancha de tenis con seis canchas. En la década de 1990, el estadio fue llamado a veces estadio del aeropuerto, ya que el patrocinador principal de la antigua liga regional SCB Prussia Cologne, la Colonia/Bonn GmbH, había adquirido los derechos de denominación. Aunque la compañía volvió a ser el patrocinador principal del club sucesor FC Viktoria Köln entre 2011 y 2015, no cambió su nombre nuevamente. El operador del complejo es el Sportstätten GmbH Colonia. En 2011, se renovó el estadio para la utilización en los juegos en la NRW-Liga. A partir de mayo de 2012, se renovó la tribuna y se instaló un sistema de drenaje para que el estadio fuera apto para los partidos de la Liga de Fútbol de Alemania Occidental. Los costes totales ascienden a alrededor de 1,5 millones de euros según el operador.
Después del ascenso del Viktoria a la 3. Liga para la temporada 2019-20 el estadio se extendió con tribunas adicionales hasta el número requerido de 10 001 asientos. Inmediatamente al sur, está la instalación del club TuS Köln con dos campos de fútbol, uno de los cuales está rodeado por una pista de plástico sintético, y varias canchas de tenis. Aunque la instalación pertenece espacialmente al Sportpark Höhenberg, a menudo no se cuenta por el otro propietario.

## Usos
El estadio es el hogar del FC Viktoria Köln. Además, casi todos los clubes predecesores jugaron al menos temporalmente en el parque deportivo Höhenberg. Durante Copa Confederaciones 2005 y la Copa Mundial de Fútbol de 2006, los equipos nacionales de Túnez, Japón y Francia utilizaron el Parque deportivo para sesiones de entrenamiento.
Desde 2016, al menos un partido internacional del Rugby-Union se ha celebrado en el Sportpark Höhenberg cada año. El 19 de marzo de 2016, en el estadio del Parque Deportivo en la European Nations Cup 2014-2016, el European Championship en la rugby union, se jugó el partido international entre Alemania contra España. El juego con entradas agotadas frente a 6214 espectadores terminó 17:17. El 11 de marzo de 2017, el equipo internacional de rugby jugó otro partido internacional como parte de Rugby Europe International Championships 2016-17 contra España, en la que España prevaleció con 32:15. Dentro del alcance del Rugby Europe International Championships 2017-18 el 18 de marzo de 2018, el equipo nacional alemán de rugby jugó contra Rusia. Frente a unos 2600 espectadores, el juego lo perdió el equipo germano por 3:57. Más recientemente, Alemania jugó contra España nuevamente el 17 de marzo de 2019 como parte del Rugby Europe International Championships 2018-19, pero perdió nuevamente 10:33. El responsable de los partidos internacionales en la unión de rugby desde 2016 es el RSV Köln.

### Accesibilidad
El Sportpark Höhenberg se encuentra en Frankfurter Straße, Bundesstraße 8. A unos 900 metros de distancia hay un camino de entrada a la B 55a, que conduce después de un kilómetro a la Autobahnkreuz Köln-Ost. El Höhenberg Frankfurter Straße Stadtbahnlinie 1 está a solo 300 metros del Sportpark.

## Premios
El complejo deportivo fue galardonado en 1993 con el Premio Internacional de Arquitectura del Comité Olímpico Internacional y la Asociación Internacional de Instalaciones Deportivas y de Ocio - en resumen: el Premio COI/IAKS.